# Bella Flores
Bella Flores (Manila, 27 de febrero de 1929 - Ciudad Quezón, 19 de mayo de 2013), fue una actriz de cine filipina, ganadora del Premio FAMAS. Fue más conocida por sus representaciones "icónicas" de villanas de película.

## Biografía
Era una estudiante de segundo año en la Universidad del Lejano Oriente, cuando apareció en su primera película, Tatlong Balaraw (1950), a los 20 años.
Flores firmó para Sampaguita Pictures. Fue elegida para hacer el papel de la madrastra cruel del personaje principal de Tessie Agana en la película Roberta, a pesar de tener 15 años de edad. La película fue un éxito de taquilla, atribuido al ahorro de Sampaguita Pictures de la bancarrota después de un incendio que había destruido su estudio. El éxito de la película también favoreció la carrera de Flores y fue encasillada en papeles de villano. El crítico de cine Nestor Torre señaló que Flores había «estado haciendo la vida imposible a muchas generaciones de desventuradas estrellas, todo el camino de regreso a la pequeña Tessie Agana y Boy Alano en "Roberta" en la década de 1950, a su nuevo lote de víctimas en el Nuevo Millennium... haciéndolo sin perder el ritmo, y sin envejecer (mucho) para arrancar». Ella recibió en 1967 el galardón a Mejor Actriz de FAMAS, por su papel en Ang Kaibigan Kong Santo Niño.
Flores murió el 19 de mayo de 2013, en el Hospital General de Ciudad Quezón. Su muerte fue el resultado de complicaciones por una cirugía de cadera reciente.